# Ивановка (Великомежиричская сельская община)
Ивановка (укр. Іванівка) — село в Великомежиричской сельской общине Ровненского района Ровненской области Украины.
Население по переписи 2001 года составляло 480 человек. Почтовый индекс — 34731. Телефонный код — 3651. Код КОАТУУ — 5623083001.

## История
В 1946 г. Указом Президиума ВС УССР село Яновка переименовано в Ивановку.
До 2020 года входило в Корецкий район.